# Castel Ritaldi
Castel Ritaldi är en ort och kommun i provinsen Perugia i regionen Umbrien i Italien. Kommunen hade 3 209 invånare (2018).